# Ryo Matsumura
Ryo Matsumura (松村 亮 Matsumura Ryo?), född 15 juni 1994 i Kyoto prefektur, är en japansk fotbollsspelare.
Matsumura började sin karriär 2012 i Vissel Kobe. Efter Vissel Kobe spelade han för Tochigi SC, Tokushima Vortis och AC Nagano Parceiro.